# 1322 Golden Empire Tower
La 1322 Golden Empire Tower (antiguamente conocida como 1322 Roxas Boulevard) es un rascacielos residencial de 57 plantas situado en Manila, Filipinas. Es propiedad de Moldex Land, Inc., parte del Moldex Group of Companies. Con una altura de 203 m, es el edificio más alto en la ciudad de Manila, y el 12º edificio más alto de Filipinas y también de Metro Manila. El edificio tiene 55 plantas por encima del suelo y dos sótanos para aparcamiento. Es considerado uno de los condominios más lujosos de Manila.

## Equipo del proyecto
La 1322 Golden Empire Tower fue diseñada por la firma arquitectónica internacional Architecture International, en cooperación con la firma local GF & Partners Architects. El diseño estructural fue realizado por Aromin & Sy + Associates y revisado por Arup.
Otros miembros del equipo de diseño fueron R.J. Calpo & Partners (mecánica); DCCD Engineering Corp. (electricidad); NBF Water & Wastewater Services (ahora N.B. Franco, consultores de sanitarios y tuberías); Radian Technology, Inc. (protección ante el fuego); y I.P. Santos & Associates (paisajismo).
Los consultores del proyecto incluyen J.A. Shillinglaw & Associates (muro cortina); Dr. Salvador F. Reyes (cimientos); Rolf Jensen & Associates (protección ante el fuego); Mel Consultants Pty. Ltd. y Rowan Williams Davis & Irwin (pruebas en el túnel de viento); y Horton-Lees Lighting Design Inc. (iluminación).
Los servicios técnicos fueron realizados por Philippine Geoanalytics (estudio del suelo) y Watcon Inc. (estudios hidrogeológicos).
El equipo de construcción del proyecto incluye TCGI Engineers (administración del proyecto y la construcción); Davis Langdon & Seah Philippines, Inc. (aparejador); y D.M. Consunji, Inc. (contratista general).

## Diseño
Su diseño asegura que cada unidad tenga una vista sin obstrucciones de los alrededores y el horizonte de la Bahía de Manila. La torre está diseñada bioclimáticamente para aprovechar al máximo el emplazamiento. Las grandes ventanas del edificio se abren para capturar las brisas marinas y maximizar vistas, luz y aire, con toldos para evitar el deslumbramiento y el calor. Por la noche, la iluminación de la torre es una luz tranquila para identificar este importante edificio en la Bahía de Manila

## Localización
El edificio se sitúa en el histórico Roxas Boulevard, en la Bahía de Manila. Se encuentra en la franja histórica de Manila conocida por su importancia cultural y económica. Al otro lado de Roxas Boulevard está la Embajada de Estados Unidos, y a unas manzanas el centro comercial Robinsons Place Manila, el histórico Parque Rizal y la ciudad amurallada de Intramuros. También en esta zona se ubica el Quirino Grandstand, el nuevo Parque oceánico de Manila, y tres hoteles de lujo llamados Manila Hotel, Hyatt Hotel and Casino Manila at Pedro Gil Street, y Holiday Inn Manila Pavillon Hotel. Los últimos dos hoteles tienen un casino operado por Casino Filipino. A unos kilómetros de distancia está el Centro Cultural de Filipinas, el parque temático Star City y el Club Náutico de Manila.
La manzana del edificio está rodeada por tres calles desde las cuales tiene también acceso: Roxas Boulevard, Padre Faura Street y Leon Ma. Guerrero Street.

## Instalaciones
Entre las instalaciones del edificio está un gimnasio totalmente equipado; una sauna y una sala de masajes privada; césped y mini-jardines; una piscina con bar y una zona de fiesta, y una sala de juegos para niños.
El edificio está equipado con ascensores de alta velocidad con paneles de control que evitan cambios de planta a mitad del ascenso o descenso. Tienen también cables CAT-5 UTP para comunicaciones de voz, datos y video que cumplen todos requisitos tecnológicos; y un portero automático con vídeo para identificación de las visitas.
Por seguridad, el edificio tiene extractores de humo en cada planta diseñados para expulsar el humo de los pasillos en cado de incendio, apoyados por detectores automáticos de humo y un sistema de alarma con aspersores de respuesta rápida y escaleras contra incendios presurizadas.
La azotea tiene un helipad, que puede alojar despegues y aterrizajes de helicópteros en cualquier momento del día.
El rascacielos está también equipado con un Building Monitoring System (BMS) central muy avanzado tecnológicamente que supervisa la seguridad de todo el edificio.